# Magnet
En magnet (fra det græske λίθος μάγνης líthos magnes, Sten fra Magnesia) er et objekt som har et magnetfelt, magnetfeltet er usynligt, men har den egenskab at det kan tiltrække Ferromagnetiske genstande og frastøde eller tiltrække andre magneter, det kan være en elektromagnet eller en permanent magnet. De tre mest brugte ferromagnetiske metaller som har den egenskab til at være permanente er; Jern, Nikkel og Kobolt. Der findes dog også Lanthanider som har ferromagnetiske egenskaber. Permanente magneter genererer altid et magnetfelt. Nogle sten har naturlige magnetfelter, som Magnettjernsten, hvilket var den første opdagede naturlige magnet, men magneter kan også fremstilles industrielt eksempelvis Alnico Magneter, hvilket er en permanent magnet sammensat af forskellige metaller. Ikke permanente magneter kan fremstilles ved Elektromagnetisme. En Elektromagnet bruger strøm til at generere et magnetfelt.
Sjældne jordarters metaller indgår i de permanente magneter og især neodym anvendes, da materialet giver den stærkeste, kendte permanente magnet på kloden.
SI enheden for feltstyrke er tesla og enheden for magnetisk flux er weber. En tesla er en meget stor enhed, jordens magnetfelt er på ca. 17 μT eller 0,000.017 T.
Det er muligt at gøre et stykke jern eller stål magnetisk, ved at stryge en magnet i den i den samme retning nogle gange, derved dannes der magnetiske poler. Ifølge Små-magnet teorien er dette fordi, de mange "små" magneter inde i eksempelvis et stykke jern ordner sig således at deres nordpoler er i den samme retning, og deres sydpoler er i den samme retning modsat nord. Dette har effekten at jernet opnår samlede poler, hvilket giver det magnetiske felt.
En magnet kan blive afmagnetiseret ved at blive udsat for et meget hårdt slag med eksempelvis en hammer. Ligeledes kan det gøres ved at udsætte den for en elektromagnet, som fungere ved hjælp af vekselspænding. Ved at varme en magnet op til dens curiepunkt bliver den også afmagnetiseret. De forskellige metoder bevirker at Småmagneterne kommer i uorden igen, og dermed mister den tidligere magnet sit felt, da der ikke er nogle samlede poler.

## Magneters egenskaber
Magneter udsender magnetiske feltlinjer (billede). Der forløber et slags felt mellem nord- og sydpol. Den magnetiske effekt er stærkest ved selve polerne, mens den er svagest på midten.
Der findes forskellige teorier om magnetiske monopoler, altså magneter med kun én pol, dog findes der ingen konkrete beviser for at disse findes.